# Yves de Chartres
Pour les articles homonymes, voir Saint Yves.
Yves de Chartres (Ivo ou Juo Carnotensis, en latin), né v. 1040 - 23 décembre 1115[réf. nécessaire], est un évêque, farouche partisan de la réforme grégorienne, et un acteur majeur dans la querelle des Investitures, conflit qui opposa la papauté et le Saint-Empire romain germanique. Il contribua notamment à une solution de compromis en élaborant une subtile distinction entre investiture spirituelle (qui échappe au pouvoir laïc) et investiture temporelle (remise du temporel par un roi auquel l'évêque prête fidélité) de l'évêque, solution adoptée par la papauté en 1114.
Il est aussi un théoricien important des règles canoniques du mariage et de ses interdits. Certains historiens modernes pensent qu'il était également médecin.

## Vie

### Un intellectuel de premier plan
Issu d'une famille de petite noblesse, il est né à Auteuil dans la région de Beauvais et formé à l'école épiscopale de cette ville, à Paris puis à l'abbaye Notre-Dame du Bec en Normandie. Yves de Chartres eut comme maître Lanfranc et comme condisciple Anselme de Cantorbéry.
Après avoir été chanoine à Nesle, Yves de Chartres devint en 1078 prévôt de la communauté canoniale de Saint-Quentin de Beauvais. Il aura une influence importante sur Jean Ier de Warneton qu'il y formait. La réforme qu'il mena de cette communauté de chanoines augustins l'érigea en modèle.
C'est sur cette base que douze ans plus tard, en 1090, le pape Urbain II, dans le cadre de la réforme grégorienne, le proposa pour succéder à l'évêque Geoffroy de Chartres accusé de simonie, et le sacra lui-même, malgré l'appel de Geoffroy. C'est à compter de cette époque que la vie d'Yves de Chartres nous est bien connue, grâce à un recueil conservé de 300 lettres, « source fondamentale pour la période », cette correspondance est l'une des plus prolifiques de toute l'époque médiévale.
L'élection d'Yves de Chartres au siège épiscopal dut beaucoup à des qualités qui l'inscrivaient dans une tradition intellectuelle ancienne comme celle, par exemple, de Fulbert de Chartres (1006-1028) : il possédait une culture considérable et était très souvent sollicité de ce fait.
En 1095, il accueille le pape en vallée de Loire qui opère une tournée de prédication pour la première croisade. En 1097, il consacre la nouvelle église du prieuré Saint-Étienne de Nevers.

### Un acteur des controverses politiques du royaume de France
Il combattit la simonie des clercs, soutenu dans un premier temps par le roi Philippe Ier de France, qui l'avait investi de sa charge temporelle, avant que ce dernier ne répudie Berthe de Hollande en 1092 pour épouser, grâce à la complaisance de l'évêque de Senlis, Bertrade de Montfort, enlevée à son mari le comte d'Anjou Foulques le Réchin.
Dès lors, Yves de Chartres devint l'un des grands adversaires du roi : il dénonça ce double adultère, ce qui amena le roi à le faire emprisonner, dans son château, par un de ses vassaux, Hugues Ier du Puiset, entre 1092 et 1093. Libéré au bout de quelques mois, Yves fut acquitté lors d'un procès qui eut lieu deux ans plus tard[réf. souhaitée], mais persista à condamner le mariage du roi « comme la désignation de clients de Bertrade aux évêchés et bénéfices qui dépendaient du roi ». Il ne relâcha la pression sur Philippe Ier qu'une fois que ce dernier eut formellement renoncé à Bertrade en décembre 1104 pour faire lever l'excommunication papale, effective depuis dix ans. Concrètement, Bertrade resta auprès du roi, mais le pape Pascal II préféra fermer les yeux pour bénéficier de l'appui du roi de France dans la querelle des Investitures.
Yves de Chartres excommunia Gervais Ier de Châteauneuf, seigneur du Thymerais et frappa d'interdit ses terres du fait de la violation répétée par Gervais de la paix de Dieu dont Yves était l'un des principaux promoteurs. L'excommunication de Gervais fut levée grâce à l'intervention du roi Louis VI le Gros.
Le fils de Gervais, Hugues II de Châteauneuf eut également des démêlés avec Yves. Celui-ci s'opposa au mariage de Hugues II avec Marie, la fille naturelle du roi d'Angleterre, Henri Ier, qui cherchait à s'attacher les services de ce belliqueux seigneur qui lui faisait la guerre tout autant que son père. Yves y voyait un mariage incestueux, Hugues et Marie étant cousins au sixième degré. Par la suite, Hugues fut excommunié tout comme son père du fait de ses attaques incessantes en Normandie. Hugues en appela au légat Conon, évêque de Préneste pour lever cette excommunication.
Il a soutenu les communautés nouvelles de Robert d'Arbrissel et celles de Bernard de Tiron.

### Une contribution théorique déterminante concernant la querelle des Investitures
Yves de Chartres était réputé comme spécialiste du droit canonique. C'est la querelle des Investitures qui lui valut sa renommée, dans la mesure où ses réflexions théoriques permirent de mettre fin au conflit qui opposait la papauté à l'Empire. Ainsi, à l'occasion du conflit qui opposa en 1097 Daimbert de Sens à Hugues de Die autour de l'investiture du premier par le souverain, comme il était consulté il fit, le premier, une distinction subtile entre les dimensions spirituelles et temporelles de l'investiture.
Il soutint que l'investiture au sens strict, celle concernant les seuls biens temporels attachés au siège épiscopal, n'était pas un sacrement et devait être distinguée du « sacrement de l'ordination par lequel le prélat recevait ses responsabilités spirituelles ». Dans ce schéma, l'investiture, devenue strictement temporelle, pouvait être donnée par un laïc, notamment le roi.
Urbain II choisit finalement en 1098 de confirmer Daimbert en le consacrant à Rome, mais refusa de soutenir le montage théorique élaboré par Yves de Chartres. Néanmoins, la proposition de l'évêque de Chartres fut reprise et précisée par plusieurs acteurs du temps, notamment Hugues de Fleury. Émergea ainsi peu à peu l'idée qu'à l'hommage vassalique et l'investiture temporelle par l'anneau et la crosse pouvait avantageusement être substitué un simple serment de fidélité au souverain. Dans la perspective d'un compromis entre les positions grégoriennes et impériales, cette solution fut  acceptée de manière tacite par le pape Pascal II lors de son voyage dans le royaume de Francie en 1107. Finalement, une bulle papale donna raison à l'évêque de Chartres en 1114.

### Canonisation
L'Église catholique romaine le célèbre le 23 décembre.

## Œuvres
Yves de Chartres s'est vu attribuer de nombreux sermons, ainsi que plusieurs collections canoniques importantes pour la scolastique et le droit canon, dont l'une au moins, la Panormia est certainement de lui :
- Tripartita, 1093 ;
- Decretum, (Décret), 1094 ;
- Panormia, 1095 ;
- Fantasia, 1098.

Œuvres et hommages
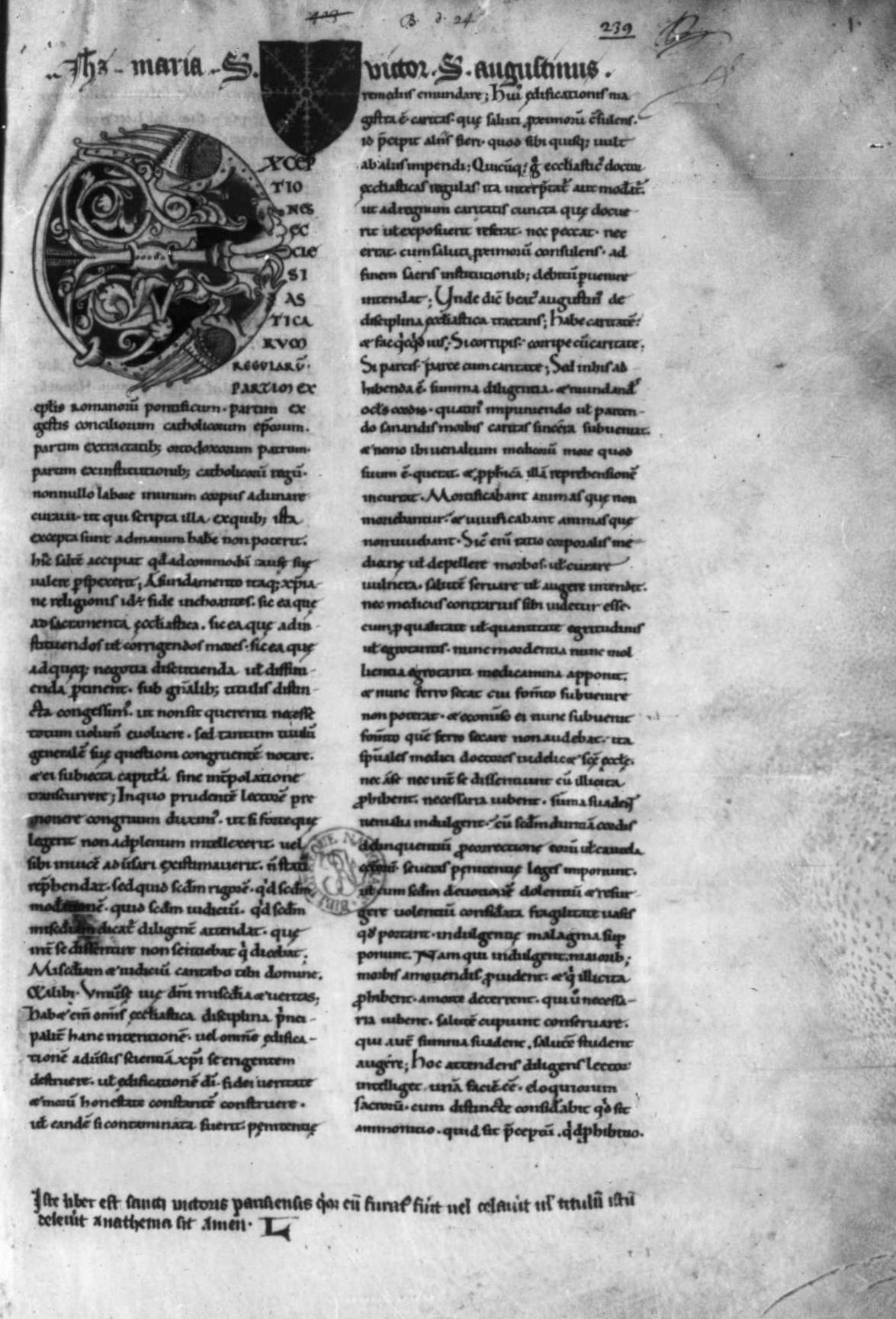
Canones, manuscrit du XIIe siècle. Paris, BnF, Fonds latin, Lat. 14315.
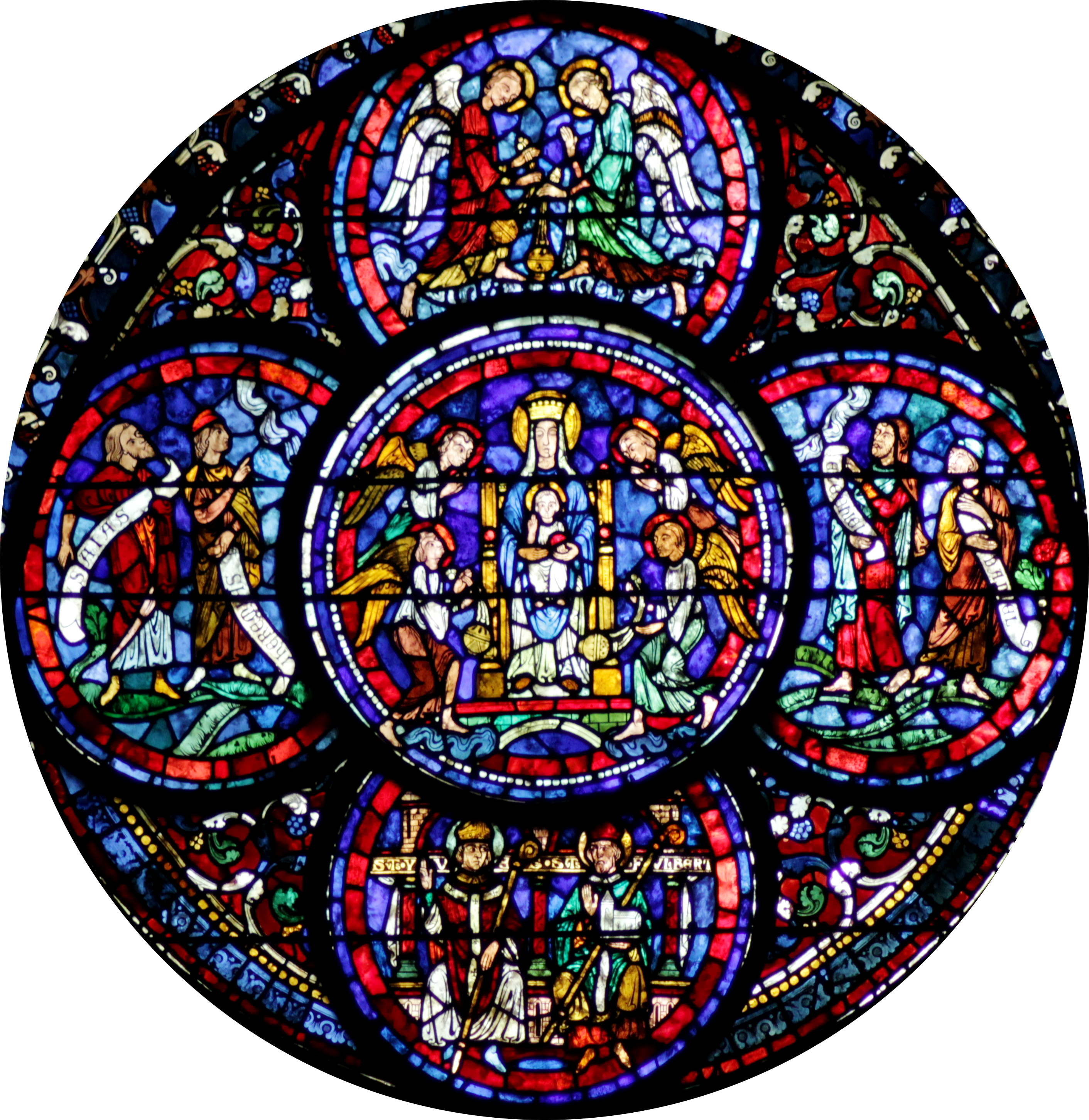
Cathédrale de Chartres : en bas, Yves de Chartres et Fulbert de Chartres.
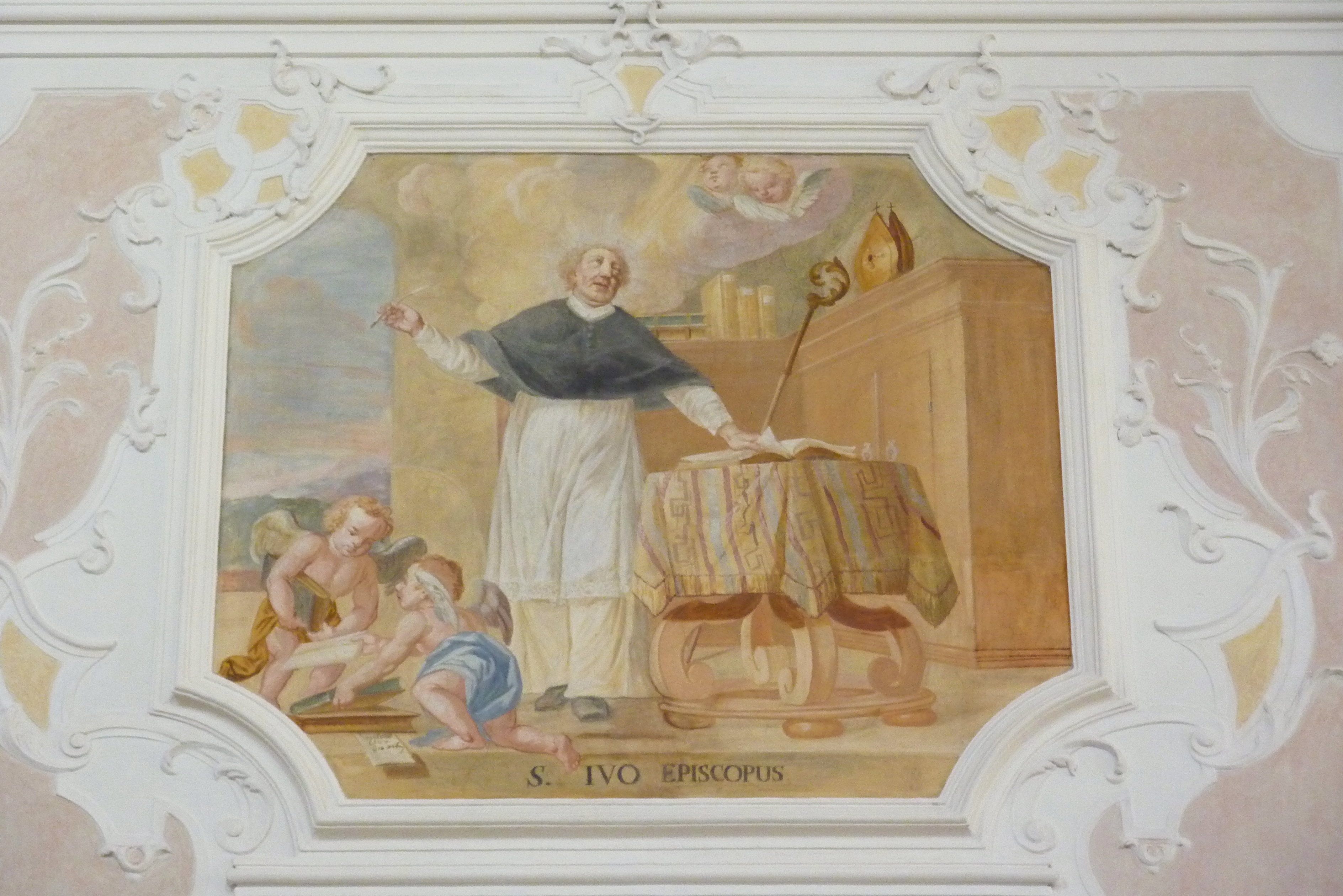
Saint Yves de Chartres, église Saint-Jean-Baptiste, Eichstätt, Haute-Bavière.
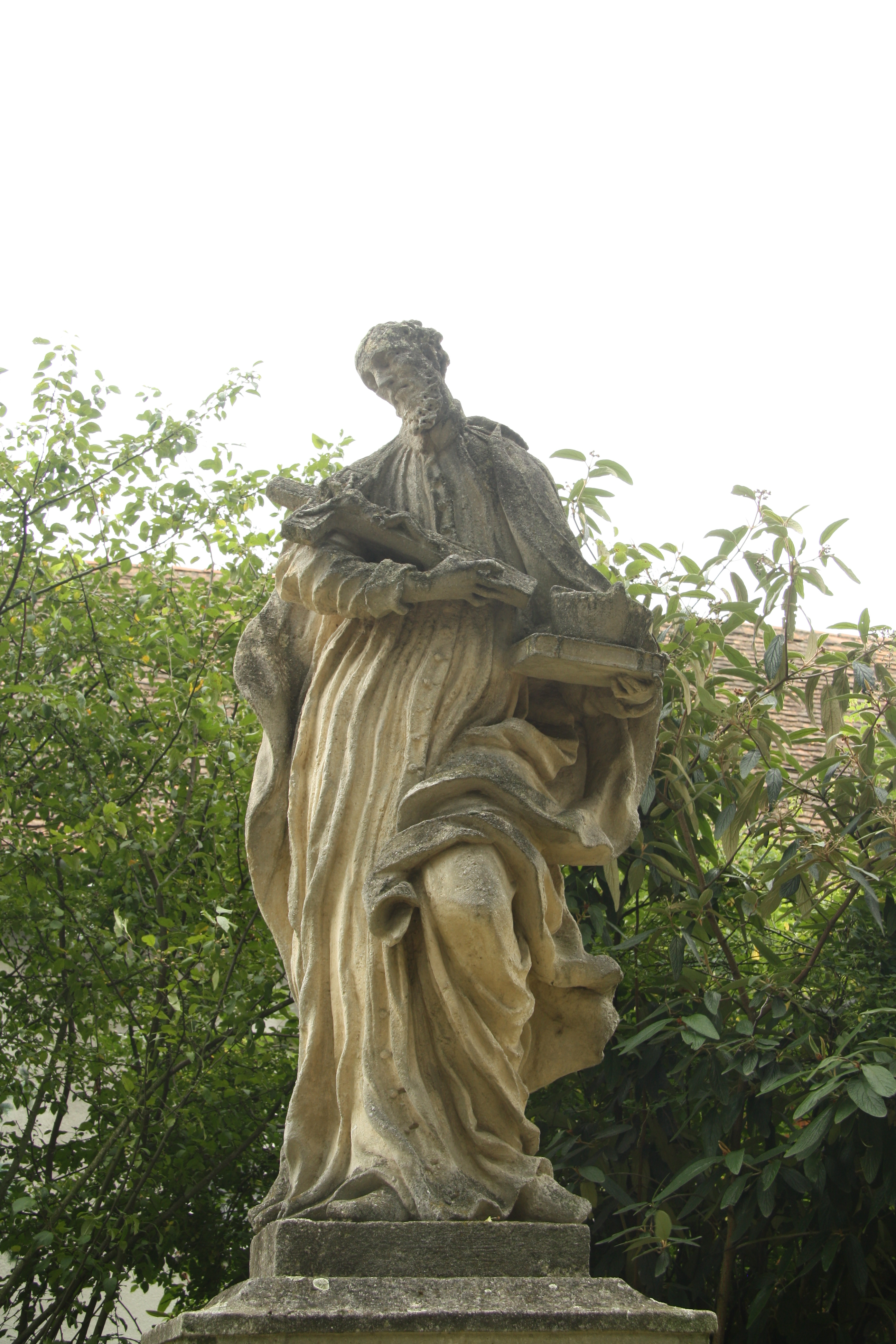
Saint Yves de Chartres, Hluboké Mašůvky, Tchéquie.